# Hikaru Arai
Hikaru Arai (japanisch 新井 光 Arai Hikaru; * 14. April 1999 in Nagano) ist ein japanischer Fußballspieler.

## Karriere
Arai erlernte das Fußballspielen in den Jugendmannschaften vom Showa FC und dem AC Nagano Parceiro sowie in der Schulmannschaft der Nagano Municipial High School. Von April 2017 bis Saisonende wurde er von der High School an Shonan Bellmare ausgeliehen. Nach der Ausleihe unterschrieb er 2018 bei Shonan seinen ersten Profivertrag. Der Verein aus Hiratsuka spielte in der höchsten japanischen Liga, der J1 League. 2018 gewann er mit dem Verein den J.League Cup. Im Februar 2020 wechselte er auf Leihbasis zum Drittligisten Gainare Tottori. Für den Verein, der in der Präfektur Tottori beheimatet ist, absolvierte er 39 Drittligaspiele. Die Saison 2022 spielte er ebenfalls auf Leihbasis beim Drittligisten Fukushima United FC. Für den Verein aus Fukushima bestritt er 30 Drittligaspiele. Nach Vertragsende bei Shonan unterschrieb er zu Beginn der Saison 2023 einen Vertrag beim Drittligisten FC Imabari. Am Ende der Saison 2024 wurde er mit Imabari Vizemeister der dritten Liga und stieg somit in die zweite Liga auf.

## Erfolge
Shonan Bellmare
- Japanischer Ligapokalsieger: 2018

FC Imabari
- Japanischer Drittligavizemeister: 2024  ▲